# Minuci Acilià
Minuci Acilià (llatí: Minucius Acilianus) va ser un magistrat romà, amic de Plini el jove.
Va exercir diverses magistratures: la de qüestor, la de tribú de la plebs i la de pretor, totes elles sota l'emperador Vespasià. A la seva mort va deixar a Plini part de les seves propietats.